# تپه تصفیه‌خانه ۱۸
تپه تصفیه خانهٔ ۱۸ مربوط به دوران پارینه‌سنگی جدید - دوران فرادیرینه‌سنگی است و در شهرستان کرمانشاه، بخش مرکزی، دهستان قره سو، ۷۰۰ متری جنوب غرب روستای ده سواران، ۲۰۰ متری حاشیهٔ جنوب شرقی تصفیه خانه فاضلاب واقع شده و این اثر در تاریخ ۱۸ اسفند ۱۳۸۷ با شمارهٔ ثبت ۲۴۸۲۰ به‌عنوان یکی از آثار ملی ایران به ثبت رسیده است.